# Platymitra
Platymitra là chi thực vật có hoa trong họ Annonaceae.

## Các loài
- Platymitra arborea (Blanco) Kessler, 1988: Philippines.
- Platymitra macrocarpa Boerl., 1899: Thái Lan, Malaysia và đảo Java (Indonesia).